# Octavian Popescu (calciatore 2002)
Octavian Popescu (Târgoviște, 27 dicembre 2002) è un calciatore rumeno, attaccante del FCSB, della nazionale under-21 rumena e della nazionale rumena.

## Caratteristiche tecniche
È un'ala sinistra ed ha un ottimo senso del gol.

## Carriera

### Club
Acquistato dal FCSB nel 2020, debutta in prima squadra il 20 settembre 2020 in occasione dell'incontro della fase a gironi di Liga I vinto 3-0 contro l'Argeș Pitești.

### Nazionale
Nel 2021 viene convocato dalla nazionale Under-21 per il campionato europeo di categoria; il 27 marzo scende in campo nel match della fase a gironi contro l'Ungheria.
Il 25 marzo 2022 fa il suo esordio con la nazionale maggiore nell'amichevole persa 0-1 contro la Grecia.

## Statistiche
Statistiche aggiornate al 28 maggio 2023.

### Presenze e reti nei club
| Stagione        | Squadra         | Campionato      | Campionato | Campionato | Coppe nazionali | Coppe nazionali | Coppe nazionali | Coppe continentali | Coppe continentali | Coppe continentali | Altre coppe | Altre coppe | Altre coppe | Totale | Totale | Totale |
| Stagione        | Squadra         | Comp            | Pres       | Reti       | Comp            | Pres            | Reti            | Comp               | Pres               | Reti               | Comp        | Pres        | Reti        | Pres   | Reti   |        |
| --------------- | --------------- | --------------- | ---------- | ---------- | --------------- | --------------- | --------------- | ------------------ | ------------------ | ------------------ | ----------- | ----------- | ----------- | ------ | ------ | ------ |
| 2020-2021       | FCSB            | L1              | 32         | 4          | CR              | 0               | 0               | UEL                | 1                  | 0                  | SR          | 1           | 0           | 34     | 4      |        |
| 2021-2022       | FCSB            | L1              | 36         | 10         | CR              | 0               | 0               | UECL               | 2                  | 0                  |             | -           | -           | 38     | 10     |        |
| 2022-2023       | FCSB            | L1              | 36         | 4          | CR              | 1               | 0               | UECL               | 12                 | 0                  |             | -           | -           | 49     | 4      |        |
| Totale carriera | Totale carriera | Totale carriera | 104        | 18         |                 | 1               | 0               |                    | 15                 | 0                  |             | 1           | 0           | 121    | 18     |        |

### Cronologia presenze e reti in nazionale
| Cronologia completa delle presenze e delle reti in nazionale ― Romania | Cronologia completa delle presenze e delle reti in nazionale ― Romania | Cronologia completa delle presenze e delle reti in nazionale ― Romania | Cronologia completa delle presenze e delle reti in nazionale ― Romania | Cronologia completa delle presenze e delle reti in nazionale ― Romania | Cronologia completa delle presenze e delle reti in nazionale ― Romania | Cronologia completa delle presenze e delle reti in nazionale ― Romania | Cronologia completa delle presenze e delle reti in nazionale ― Romania |
| Data                                                                   | Città                                                                  | In casa                                                                | Risultato                                                              | Ospiti                                                                 | Competizione                                                           | Reti                                                                   | Note                                                                   |
| ---------------------------------------------------------------------- | ---------------------------------------------------------------------- | ---------------------------------------------------------------------- | ---------------------------------------------------------------------- | ---------------------------------------------------------------------- | ---------------------------------------------------------------------- | ---------------------------------------------------------------------- | ---------------------------------------------------------------------- |
| 25-3-2022                                                              | Bucarest                                                               | Romania                                                                | 0 – 1                                                                  | Grecia                                                                 | Amichevole                                                             | -                                                                      | 62’                                                                    |
| 29-3-2022                                                              | Netanya                                                                | Israele                                                                | 2 – 2                                                                  | Romania                                                                | Amichevole                                                             | -                                                                      | 80’                                                                    |
| 7-6-2022                                                               | Zenica                                                                 | Bosnia ed Erzegovina                                                   | 1 – 0                                                                  | Romania                                                                | UEFA Nations League 2022-2023 - 1º Turno                               | -                                                                      | 74’                                                                    |
| 11-6-2022                                                              | Bucarest                                                               | Romania                                                                | 1 – 0                                                                  | Finlandia                                                              | UEFA Nations League 2022-2023 - 1º Turno                               | -                                                                      | 54’                                                                    |
| 14-6-2022                                                              | Bucarest                                                               | Romania                                                                | 0 – 3                                                                  | Montenegro                                                             | UEFA Nations League 2022-2023 - 1º Turno                               | -                                                                      | 58’                                                                    |
| 25-3-2023                                                              | Andorra la Vella                                                       | Andorra                                                                | 0 – 2                                                                  | Romania                                                                | Qual. Euro 2024                                                        | -                                                                      | 73’ 78’                                                                |
| 28-3-2023                                                              | Bucarest                                                               | Romania                                                                | 2 – 1                                                                  | Bielorussia                                                            | Qual. Euro 2024                                                        | -                                                                      | 65’ 74’                                                                |
| Totale                                                                 |                                                                        | Presenze                                                               | 7                                                                      |                                                                        | Reti                                                                   | 0                                                                      |                                                                        |

## Palmarès

### Club

#### Competizioni nazionali
- Campionato rumeno: 2

FCSB: 2023-2024, 2024-2025
- Supercupa României: 2

FCSB: 2024, 2025